# George Showell
George William Showell (født 9. februar 1934, død 18. december 2012) var en engelsk fodboldspiller (forsvarer).
Showell tilbragte størstedelen af sin karriere hos Wolverhampton Wanderers, som han var tilknyttet i ti sæsoner. Han spillede 200 ligakampe for klubben og var med til at vinde det engelske mesterskab i både 1958 og 1959 samt FA Cuppen i 1960. Senere i karrieren spillede han for Bristol City og Wrexham.

## Titler
Engelsk mesterskab
- 1958 og 1959 med Wolverhampton Wanderers

FA Cup
- 1960 med Wolverhampton Wanderers